# Nidia Morrell
Nidia Irene Morrell (née le 3 juillet 1953) est une astronome argentine qui est membre permanente du personnel de l'observatoire de Las Campanas à La Serena, au Chili. Elle est membre du groupe de recherche Massive Stars dirigé par Virpi Niemelä et du Hubble Heritage Project. Sur le plan professionnel, elle est connue pour ses nombreuses contributions liées à l'astrophysique des étoiles massives. Elle participe à la recherche systématique des variations de luminosité des objets stellaires, notamment l'observation d'un candidat pour l'objet Thorne–Żytkow. Elle est également membre de l'équipe qui a découvert la supernova ASASSN-15lh.

## Carrière
Nidia Morrell étudie l'astronomie à l'Université nationale de La Plata (UNLP), obtenant une licence en 1977 et un doctorat en 1984. Elle reçoit une bourse postdoctorale (1989-1990) parrainée par le Conseil national de la recherche scientifique et technique (CONICET) pour mener des recherches aux États-Unis, sous la direction d'Helmut Altrichter (de) à l'observatoire national de Kitt Peak. De retour en Argentine, elle fait des recherches et enseigné à la Faculté des sciences astronomiques et géophysiques de l'UNLP.
Elle concentre ses travaux sur les jeunes étoiles (principalement de type O et Wolf-Rayet), dans les régions de formation d'étoiles et les étoiles binaires de grandes masses, également appelées étoiles massives. Ce type d’étoile consomme rapidement son carburant et met fin à son existence par une explosion géante : une supernova.
À La Plata, Morrell est membre du groupe de recherche Massive Stars dirigé par Virpi Niemelä. Elle et Niemelä font partie du Hubble Heritage Project, qui conçoit de nombreuses ressources éducatives largement diffusées. De 1996 à 2001, Morrell est représentante de l'Argentine et conseillère scientifique auprès de l'observatoire Gemini Sud.
Pendant des années, elle est l'une des principales utilisatrices du télescope Jorge Sahade du complexe astronomique de Leoncito (CASLEO). De nombreux étudiants, aujourd'hui astronomes et enseignants, font leurs premières observations avec elle à El Leoncito.

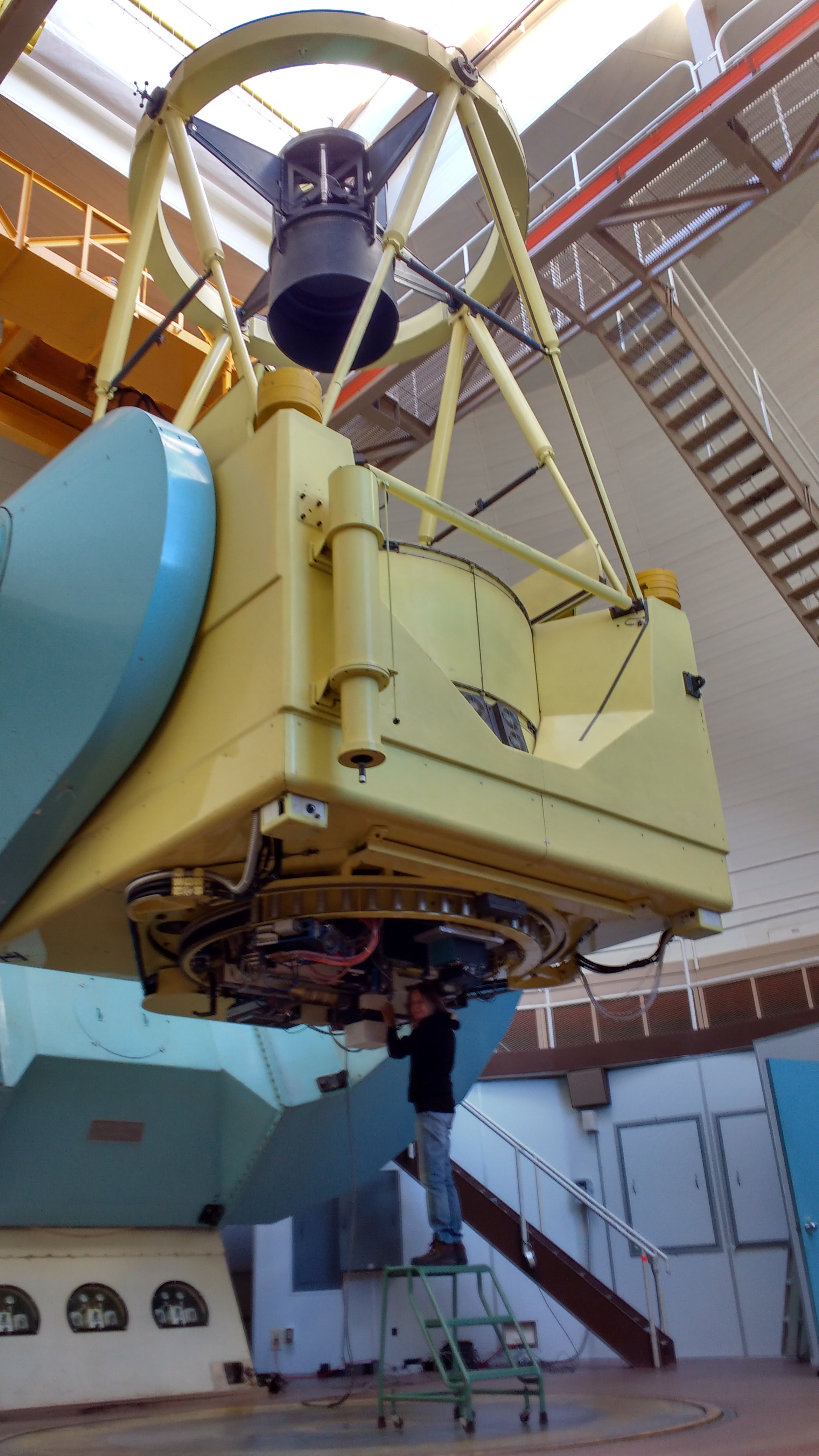
Nidia Morrell pointant un télescope

Fin 2002, Morrell rejoint l'équipe scientifique de l'observatoire de Las Campanas et, plus tard, le projet Carnegie Supernova (en tant que chercheur à temps partiel), tout en continuant à collaborer à des études sur les étoiles massives. Elle est également professeure invitée à l’Université nationale autonome du Honduras et à l’Université nationale autonome du Nicaragua.
En 2006, elle s'installe à La Serena, au Chili, pour poursuivre ses recherches. Parmi ses observations les plus marquantes, elle participe à la découverte d'ASASSN-15lh, la supernova la plus brillante jamais détectée,.
Depuis 2008, Morrell participe également aux comités chiliens d'attribution du temps d'observation, apportant ses connaissances sur les instruments et les procédures d'observation astronomique.
En 2009, elle apparaît dans le documentaire vidéo El silencio de las Campanas réalisé par Ricardo Benítez, qui suit l'activité quotidienne des astronomes dans un observatoire de haut niveau.
En 2014, elle est l'une des leaders dans la détection d'une possible étoile hybride ou objet Thorne-Żytkow, qui est un postulat théorique depuis des années. Cette découverte implique les télescopes Magellan. Les caractéristiques chimiques de cette étoile, HV 2112, sont étudiées à l'aide de techniques de spectroscopie, dans lesquelles Morrell est une experte.

## Valeurs
Tout au long de sa carrière, Morrell motive des étudiants de tous âges à participer à des projets scientifiques. 
Bien que les ressources ne soient abondantes nulle part dans le monde, je dirais que la science traverse un moment merveilleux, où la collaboration internationale est plus claire et plus fluide que jamais (notamment grâce à la facilité de partage de l’information et des connaissances via Internet).
Elle a également rejoint des initiatives professionnelles visant à sensibiliser au respect du ciel en tant que patrimoine mondial. Elle est une fervente défenseure de l’utilisation des logiciels libres, de la connaissance libre, de l’égalité et de l’inclusion de tous les êtres humains. Elle a également collaboré avec des astronomes amateurs qui contribuent à la recherche de supernovae depuis chez eux.
Je vis toute ma vie avec l’astronomie. C’est peut-être là la plus grande réussite : l’accomplissement d’une vocation. Même si d’autres aspects de la vie ne se sont pas bien passés, pouvoir se consacrer à quelque chose que l’on aime autant est une réussite précieuse, un privilège, si l’on veut.

## Reconnaissances
En raison de sa passion pour l'astronomie, de son dévouement à l'encadrement des étudiants et de l'énorme quantité de données d'observation qu'elle a recueillies, la conférence internationale Massive Stars and Supernovae est organisée pour célébrer son 65e anniversaire. L'événement a lieu du 5 au 9 novembre 2018 à Bariloche, en Argentine, avec le soutien institutionnel de l'Université nationale de Río Negro (UNRN), de la Faculté des sciences astronomiques et géophysiques de l'UNLP et de l'Asociación Argentina Amigos de la Astronomía (es), la Carnegie Institution for Science et la municipalité de Bariloche.
Au cours de cette réunion, en raison des réalisations scientifiques du Dr Morrell et de son charisme, il est annoncé que l'Union astronomique internationale a nommé un astéroïde (la planète mineure 25906) en son honneur.